# Isochromodes epioneata
Isochromodes epioneata là một loài bướm đêm trong họ Geometridae.